# Dráchov

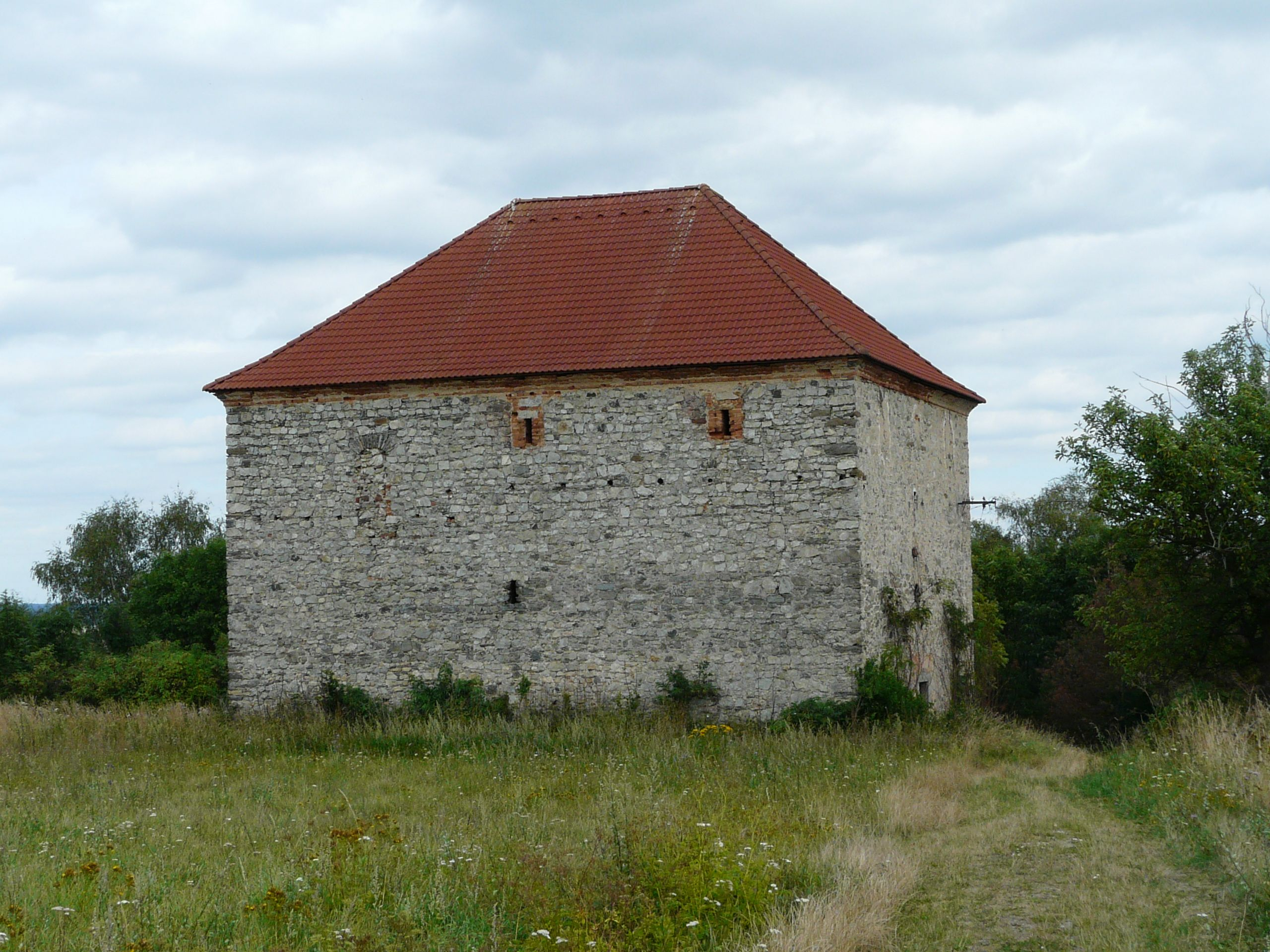
Feste Dráchov

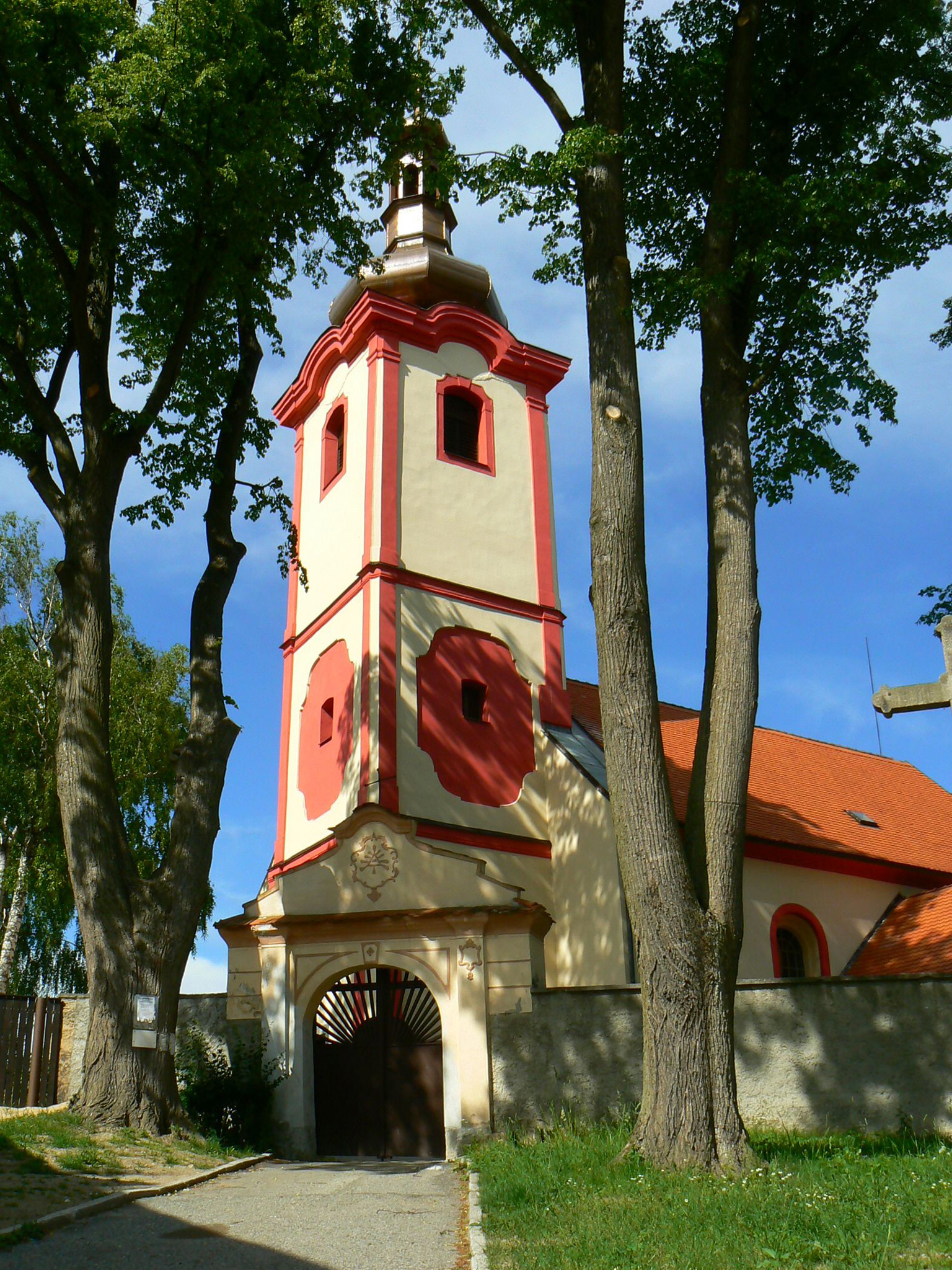
Kirche St. Wenzel

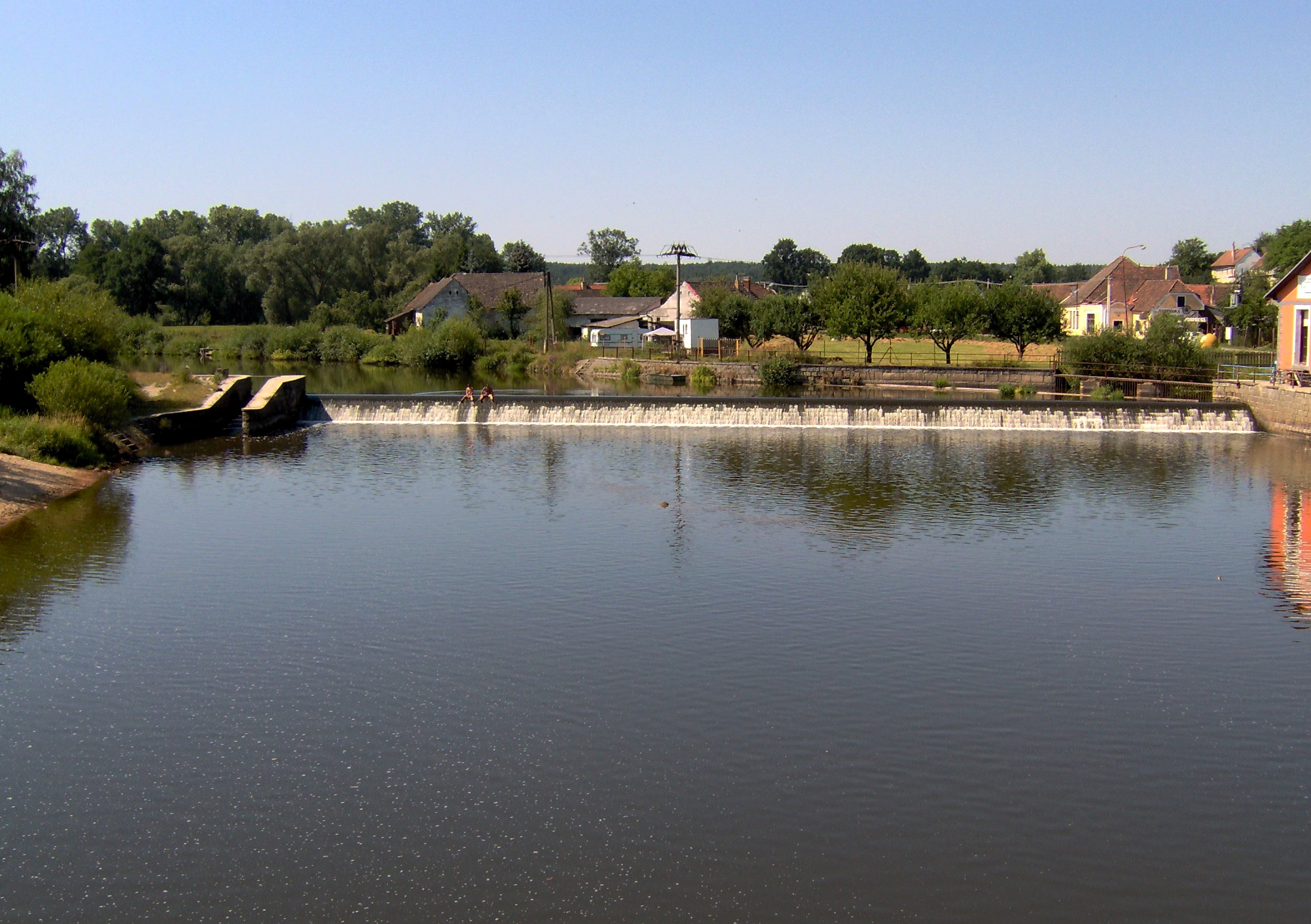
Lainsitzwehr bei Niedrigwasser

Dráchov (deutsch Drachau) ist eine Gemeinde in Tschechien. Sie liegt vier Kilometer südlich von Soběslav in Südböhmen und gehört zum Okres Tábor.

## Geographie
Dráchov befindet sich an einer steilen Anhöhe am linken Ufer der Lainsitz im Landstrich Soběslavská blata im Wittingauer Becken. Durch den Ort führt die Straße II/159 zwischen Písek und Jindřichův Hradec, sie kreuzt sich einen Kilometer östlich mit der E55/I/3 zwischen Prag und Budweis. Ebenfalls östlich verläuft die Bahnstrecke České Velenice–Praha, dort liegt die Bahnstation Řípec.
Nachbarorte sind Čeraz, Čejnov und Soběslav im Norden, Na Pískách, Chlebov, Přehořov und Hrušova Lhota im Nordosten, Ve Lhotách und Lžín im Osten, Doňov, Újezdec und Řípec im Südosten, Mezímostí nad Nežárkou, Veselí nad Lužnicí und Žíšov im Süden, Borkovice im Südwesten, Borkovický Dvůr und Klečaty im Westen sowie Komárov, Naděje, Záluží und Vesce im Nordwesten.

## Geschichte
Dráchov entstand an der Furt eines von Bechyně nach Österreich führenden Handelsweges durch die Lainsitz. Benannt ist der Ort nach dem Personennamen Drach. Die erste schriftliche Erwähnung der Oldřich von Dráchov gehörigen Feste sowie der Pfarrkirche erfolgte 1353. Im Jahr darauf stifteten die Brüder Tomáš und Oldřich von Dráchov der Kirche einen neuen Altar. Zu den Besitzungen der Ritter Drachowsky gehörte auch das Dorf Krátošice und die Feste Návětří. Nachfolgender Besitzer des Gutes wurde Přibík von Dráchov, der bereits 1385 verstarb und lediglich zwei Töchter hinterließ. Als deren Vormünder fungierten die Burggrafen von Krumlov, Jindřich von Radostovice, und von Příběnice, Mrakes von Petrovice. Das Erbe fiel der ältesten Tochter Anna zu, die 1390 Jan Pacovský heiratete. Dieser zeigte an Dráchov wenig Interesse, er verließ die Gegend und verkaufte das Gut Dráchov 1403 an Ondřej von Pohnání. Wenig später erwarb Slávek Bažant von Vyhnanice den Besitz. Ihm folgte sein Sohn Jiřík von Vyhnanice, der während der Hussitenkriege hohes Ansehen genoss und als Schlichter im Streit zwischen Ulrich II. von Rosenberg und den Taboriten um das Dorf Příběnice wirkte. Als die Taboriten mit Ulrich von Rosenberg 1439 Frieden schlossen, nahmen sie Jiřík als Geisel. Krátošice und die Feste Návětří erloschen während der Hussitenkriege. Die Pfarre war seit dieser Zeit hussitisch.
Am 23. Juni 1468 kam es an der Lainsitzfurt zu einem Gefecht zwischen den Truppen des königstreuen Johann II. von Rosenberg und dem Vormund der Herren von Neuhaus, Zdeněk Konopišťský ze Šternberka, nach dem die Neuhauser Truppen mordend nach Veselí einfielen und die Stadt niederbrannten. Im Jahre 1477 wurde das Dorf beim Durchzug des böhmischen Heeres unter Vladislav II. Jagiello nach Österreich geplündert, gleiches geschah beim Rückzug von dem erfolglosen Feldzug gegen den Gegenkönig Matthias Corvinus. Heinrich von Dráchov musste wegen Schulden Teile seines Gutes mit den Dörfern Řípec und Doňov sowie dem Teich Sedlečko (Lickov) an Heinrich IV. von Neuhaus verpfänden. Im Jahre 1484 tauschte Heinrich von Dráchov Řípec bei Wok II. von Rosenberg gegen Čeraz ein. Heinrichs Söhne Hynek, Vácslav und Ctibor von Dráchov verkauften die Feste und das Gut Dráchov 1493 an Katharina von Sachsen, der Ehefrau Heinrichs von Münsterberg. Der Hof Návětří wurde um 1505 aufgegeben. Das Dorf Dráchov gehörte jedoch anteilig zum Gut Zálší. Nach Katharinas Tod erbte ihre Tochter Anna von Münsterberg das Gut Dráchov, sie vereinte es mit ihrer Herrschaft Kardašova Řečice. Ihr Erbe wurde der Enkel Joachim von Neuhaus. Nach dem Tode von Joachim Ulrich von Neuhaus erbten 1604 die Grafen Slavata den Řečicer Anteil. Besitzer des anderen Teils war Stephan Wratislaw von Mitrowitz und Dráchov, nach dessen Tode im Jahre 1601 sein Sohn Johann Wratislaw von Mitrowitz und danach dessen Vetter Johann der Ältere Wratislaw von Mitrowitz auf Zálší.
Nach dem Ständeaufstand von 1618 wurde dem kaiserlichen Oberbefehlshaber Charles de Bucquoy von den Jesuiten die Anhöhe von Dráchov als geeignetster Ausgangsort für Feldzüge gegen den Ketzer Peter von Schwanberg und andere Aufständische im Budweiser Gebiet empfohlen. Mit der Errichtung des Heerlagers begann die Rekatholisierung der Bewohner des Dorfes. Der Zálšíer Anteil lag nach dem Ende des Dreißigjährigen Krieges gänzlich wüst, die Bewohner waren nach Zálší und Borkovice übergesiedelt. 1693 wurde Řečice von der Herrschaft Neuhaus abgetrennt und 1695 erbten Johann Maximilian und Karl Joseph von Götz diesen Teil des Besitzes der Grafen Slavata. Franz Wratislaw von Mitrowitz verkaufte 1725 seinen Anteil an Dráchov an Karl Joseph von Götz, der ihn mit der Herrschaft Kardašova Řečice vereinte, die er noch im gleichen Jahre an Johann Ferdinand von Kuefstein veräußerte. Von ihm kaufte sie 1740 Johann Wenzel von Caretto-Millesimo, Markgraf von Savona, der sie 1746 an Karl Graf Swéerts-Sporck verkaufte. Dieser veräußerte die Herrschaft 1752 an Joseph Freiherrn von Jungwirth. Im Jahre 1768 tauschte Joseph von Jungwirth die Herrschaft bei Wenzel Fürst von Paar gegen Budišov ein. Im Jahre 1840 bestand Drahau/Drahow aus 72 Häusern mit 565 Einwohnern. 14 Häuser waren nach Wittingau untertänig. Im Ort bestanden außer der Pfarrkirche eine Schule, ein herrschaftlicher Meierhof, eine Schäferei, ein Jägerhaus und eine Mühle an der Lainsitz. Westlich des Dorfes bestanden Eisenerzgruben. Drahau war Pfarrort für Borkovice, Čeraz, Čejnov und Řípec. Bis zur Mitte des 19. Jahrhunderts blieb das Dorf immer der Herrschaft Kardašova Řečice und den Fürsten Paar untertänig.
Nach der Aufhebung der Patrimonialherrschaften bildete Drachov/Drachau ab 1850 eine Gemeinde in der Bezirkshauptmannschaft Třeboň/Wittingau und dem Gerichtsbezirk Veselí nad Lužnicí. Seit dem Beginn des 20. Jahrhunderts findet der Ortsname Dráchov Verwendung. Nach der Aufhebung des Okres Třeboň wurde Dráchov 1948 Teil des Okres Soběslav. Dieser wurde 1961 wieder aufgelöst und Dráchov dem Okres Tábor zugeordnet.

## Gemeindegliederung
Für die Gemeinde Dráchov sind keine Ortsteile ausgewiesen.

## Sehenswürdigkeiten
- Pfarrkirche des hl. Wenzel, der 1353 erstmals erwähnte Bau wurde im 16. Jahrhundert erweitert. Der Anbau des barocken Kirchturmes erfolgte 1751. Erhalten sind Reste gotischer Wandmalereien aus der Mitte des 14. Jahrhunderts, die das Jüngste Gericht darstellen.
- Vorwerkshof mit Feste Dráchov, sie ist ebenfalls seit 1353 nachweisbar und war der Sitz der Vladiken von Dráchov. Zusammen mit der Burg Svákov bei Soběslav diente sie dem Schutz des Handelsweges, zuletzt nutzten sie die Fürsten Paar als herrschaftlichen Getreidespeicher
- Ehemalige Wassermühle Fouskův mlýn mit Wasserkraftwerk, sie dient heute als Gaststätte und Pension
- Naturschutzgebiet Dráchovské tůně, Sumpfgebiet mit abgeworfenen Mäandern der Lainsitz, nordöstlich des Ortes
- Lainsitzwehr am Flusskilometer 69,3; es zählt zu den gefährlichsten Wehren des Landes[4]
- Gehöfte im südböhmischen Bauernbarock